# Nathan Hirayama
Nathan Hirayama ( Richmond (Columbia Británica), 23 de marzo de 1988) es un jugador de rugby canadiense que juega de apertura, así como de zaguero. Hirayama juega actualmente para la universidad de Victoria en la British Columbia Premiership y para los BC Bears en el Canadian Rugby Championship.
Hizo su debut con la selección de rugby a 7 de Canadá en el Dubai Sevens 2006 en la IRB Series con 18 años. Dos años después debutó con la selección absoluta contra Portugal en Lisboa.
También representó a su país en la Copa Mundial de Rugby de 2007 y la de 2011, aunque en el primero de esos campeonatos no jugó ningún partido.
Seleccionado para la Copa Mundial de Rugby de 2015, salió como titular en el primer partido de la fase de grupos, contra Irlanda, logrando puntos al convertir el único ensayo canadiense del partido, en la segunda parte, lo que no evitó la contundente derrota de su equipo 50-7. También consiguió puntos en el partido contra Italia, con una conversión y dos golpes de castigo, pero de nuevo fue una derrota, 18-23. Puntuó también en los dos últimos partidos de la fase de grupo, a pesar de ser sendas derrotas: frente a Francia (41-18) convirtió uno de los ensayos y pasó, y frente a Rumanía (15-17), convirtió un ensayo.